# Московка (Упоровський район)
Моско́вка (рос. Московка) — присілок у складі Упоровського району Тюменської області, Росія.
Населення — 15 осіб (2010, 21 у 2002).
Національний склад станом на 2002 рік:
- росіяни — 86 %